# Aarzemnieki
Aarzemnieki (que ve de la paraula letona ārzemnieki i que vol dir «estrangers») és un grup musical letó que va representar el seu país en el Festival de la Cançó d'Eurovisió 2014 a Copenhaguen (Dinamarca) amb la cançó Cake to Bake. El cantant de la banda, Jöran Steinhauer, és alemany.